# منطق تزریق یکپارچه

شماتیک ساده‌شده یک معکوس‌کننده I2L.

منطق تزریق یکپارچه (IIL ,I 2 L، یا I2L) یک کلاس از مدارهای دیجیتالی است که با ترانزیستورهای اتصال دوقطبیِ (BJT) کلکتور چندگانه ساخته شده‌است. هنگامی که معرفی شد سرعت قابل مقایسه با TTL را داشت، اما تقریباً به اندازه سیماس کم مصرف بود و آن را برای استفاده در مدارهای مجتمع VLSI (و بزرگتر) ایده‌آل می‌کند. دروازه‌های منطقی را می‌توان با این خانواده منطقی کوچکتر از سیماس کرد زیرا ترانزیستورهای مکمل مورد نیاز نیست. اگرچه سطح ولتاژ منطقی بسیار به هم نزدیک است (بالا: ۰٫۷ ولت، پایین: ۰٫۲ ولت) ولی I2L از ایمنی نویز بالایی برخوردار است، زیرا به جای ولتاژ توسط جریان کار می‌کند. I2L در سال ۱۹۷۱ توسط زیگفرید کِی ویدمن و هورست اچ برگر که در ابتدا آن را منطق ترانزیستور ادغام‌شده (MTL) می‌نامیدند، توسعه یافت. یک نقطه ضعف این خانواده منطقی این است که دروازه‌ها هنگامی که کلیدزنی نمی‌کنند بی‌شباهت با سیماس، توان می‌کشد.

## ساختار

دروازه I2L NOR با دو ورودی، دو خروجی و یک ولتاژ ورودی برای ترانزیستور تزریق جریان

دروازه معکوس‌کننده I2L با ترانزیستور منبع جریان بیس مشترک پی‌ان‌پی و ترانزیستور معکوس‌کننده کلکتور باز امیتر مشترک اِن‌پی‌اِن ساخته می‌شود. روی یک ویفر، این دو ترانزیستور با هم ادغام می‌شوند. یک ولتاژ کوچک (در حدود ۰٫۶ ولت) برای کنترل جریان ارائه شده برای ترانزیستور معکوس‌کننده، امیتر ترانزیستور منبع جریان را تغذیه می‌کند. ترانزیستورها برای منابع جریان روی مدارهای مجتمع مورد استفاده قرار می‌گیرند زیرا آن‌ها بسیار کوچکتر از مقاومت هستند.

## استفاده
I2L برای ساختن بر روی مدار مجتمع نسبتاً ساده است و معمولاً قبل از ظهور منطق سیماس توسط کمپانی‌هایی مانند موتورولا (اکنون فری‌اسکیلl) و تگزاس اینسترومنتس (مثلاً SBP0400). در سال ۱۹۷۵، سینکلر رادیکونیک یکی از اولین ساعت‌های دیجیتالی کارباسان (کار با آن سهل و آسان)، ساعت سیاه را معرفی کرد که از فناوری I2L استفاده می‌کرد. در اواخر دهه ۱۹۷۰، RCA در مدار مجتمع ۳ رقمی CA3162 ADC خود از I2L استفاده کرد. در سال ۱۹۷۹، هیولت پاکارد (HP) یک ابزار اندازه‌گیری فرکانس را بر اساس تراشه LSI ساخته شده سفارشی HP که از منطق تزریق یکپارچه (I2L) برای مصرف انرژی کم و چگالی بالا، امکان کار باتری قابل حمل و همچنین برخی مدارهای منطقی عملکرد امیتری (EFL) که سرعت بالا مورد نیاز است معرفی کرد.

## برای مطالعهٔ بیشتر
- Savard, John J. G. (2018) [2005]. "What Computers Are Made From". quadibloc. Archived from the original on 2018-07-02. Retrieved 2018-07-16.